# Медык, Юзеф
Юзеф Адам Медык (пол. Józef Adam Medyk; 8 февраля 1942, Новый Остров, дистрикт Галиция — 6 ноября 2012, Ополе, Польша) — польский юрист, военный судья в ПНР, судья Верховного суда, заместитель председателя Государственного трибунала в Третьей Речи Посполитой. Стал широко известен в 1982, когда во время военного положения вынес оправдательные приговоры участникам забастовки на шахте «Пяст».

## Происхождение и служба
Родился в сельской семье из восточных кресов — близ Львова, находившегося тогда под немецкой оккупацией. После Второй мировой войны перебрался в ПНР. В 1969 окончил юридический факультет Вроцлавского университета.
Стажировался в прокуратуре Гданьского воеводства. Служил в органах военной юстиции, был гарнизонным и окружным судьёй в Познани и Зелёна-Гуре. С 1975 состоял в правящей компартии ПОРП.

## При военном положении

### Репрессивные вердикты
13 декабря 1981 в результате конфликта ПОРП с независимым профсоюзом Солидарность в Польше было введено военное положение. Капитан юстиции Медык направлен во Вроцлав в качестве председателя суда Силезского военного округа. Состоял также судьёй в суде ВВС Познани.
Впоследствии отмечалось, что из примерно восьмидесяти человек, представших перед судом под председательством Медыка, около семидесяти были оправданы либо освобождены по иным основаниям. Однако Медык всё же участвовал в репрессиях военного положения. Несколько активистов «Солидарности» по его приговорам получили реальные сроки заключения.

### Оправдание забастовщиков «Пяста»
С 14 по 28 декабря 1981 продолжалась подземная Забастовка на шахте «Пяст». После её окончания семь активистов «Солидарности» были арестованы и отданы под военный суд. Обвинение требовало суровых приговоров — от десяти до пятнадцати лет заключения. Все свидетели обвинения отказались от прежних показаний. Судья Медык не нашёл оснований для обвинительных вердиктов и 12 мая 1982 оправдал обвиняемых (практически сразу они были интернированы).
Оглашение приговора присутствующие приветствовали пением Мазурки Домбровского. Решение Юзефа Медыка было с энтузиазмом поддержано в обществе, он обрёл репутацию справедливого судьи. Однако оно расходилось с политикой партийных и военных властей. Медык был отстранён от судейства и отправлен в принудительный отпуск.

## Назначение в Верховный суд
Несколько лет Юзеф Медык в звании полковника юстиции занимал формальную должность в надзорном бюро военной палаты Верховного суда ПНР. В 1986, при изменении политического курса, был назначен судьёй Верховного суда. В этом качестве он принял политические перемены на рубеже 1980—1990-х годов: Круглый стол, приход «Солидарности» к власти, роспуск ПОРП, преобразование ПНР в Третью Речь Посполитую.

## Судья-правозащитник
Судьёй Верховного суда Польши Юзеф Медык оставался до 2002. С 1999 он был также председателем Высшего дисциплинарного суда над всеми польскими судьями. В 1998—2007 состоял в Государственной избирательной комиссии в Варшаве. В 2007 по представлению либеральной партии Гражданская платформа Юзеф Медык стал членом Государственного трибунала, в 2011 утверждён заместителем председателя.
Юзеф Медык инициировал в Верховном суде реабилитацию осуждённых при коммунистическом режиме активистов «Солидарности», членов КОС-КОР, Витольда Пилецкого. Активно сотрудничал с уполномоченными по гражданским правам.
Радикальные антикоммунисты обвиняли Медыка (как и ряд других судей Верховного суда) в саботаже декоммунизации и раскрытия коммунистических преступлений. Но многие поляки не соглашались с такими оценками. Медык пользовался большим уважением на шахте «Пяст». В декабре 2006 он посетил шахту на 25-летие событий по приглашению участников забастовки, был тепло встречен (активист Веслав Завадский говорил, что «обнимал его как отца») и оставил в подарок шахтёрской «Солидарности» свой судейский знак. Дважды награждён орденом Возрождения Польши.

## Кончина
Скончался Юзеф Медык в возрасте 70 лет. Его сын Марцин отмечал, что до конца жизни отец сохранял профессиональную активность, но явно ощущал усталость, много времени проводил на могилах родственников.
Официальные соболезнования выразили президент (мэр) Варшавы Ханна Гронкевич-Вальц, известные польские юристы, представители Государственной избирательной комиссии. Похоронен Юзеф Медык на кладбище Воинские Повонзки.